# Цанак
Цанак (азерб. Ҹанаҝ
, таб. Цӏанак) — село в Табасаранском районе Республики Дагестан. Входит в состав сельского поселения Аркитский сельсовет.

## Топоним
Название «Цанак» (таб. Цӏанак) некоторые исследователи связывают с кузней (жанак).

## География
Село расположено над правобережьем реки Рубас, в 11 км к востоку от районного центра — села Хучни.

## Население
| 1895 | 1926 | 1939 | 1970 | 1989 | 2002 | 2010 |
| ---- | ---- | ---- | ---- | ---- | ---- | ---- |
| 470  | ↘468 | ↗505 | ↗777 | ↘714 | ↗903 | ↗906 |
| 2021 |      |      |      |      |      |      |
| ↘895 |      |      |      |      |      |      |

Национальный состав
По результатам Всероссийской переписи населения 2010 года:
| № | Национальность | Численность, чел. | Доля    |
| - | -------------- | ----------------- | ------- |
| 1 | азербайджанцы  | 836               | 92,27 % |
| 2 | табасараны     | 67                | 7,40 %  |
| 3 | другие         | 3                 | 0,33 %  |